# 小行星6964
小行星6964（英語：6964 Kunihiko）是一颗围绕太阳公转的小行星。1990年10月15日，圓舘金、渡邊和郎在北见发现了此天体。
这颗小行星的绝对星等为180.8557913854673等。